# Medtronic
Medtronic est une entreprise active dans les technologies médicales. L'entreprise est représentée au niveau mondial.
Le siège social du groupe se trouve à Dublin en Irlande. Le siège pour l'Europe, le Moyen-Orient et l'Afrique se trouve à Tolochenaz en Suisse. Pour la région Asie/Pacifique, le siège se trouve à Singapour. Geoff Martha est le PDG de la société.

## Histoire
En 1940, Earl Bakken crée avec son beau-frère Palmer Hermundslie un atelier de réparation d'appareils médicaux dans un garage. Ils découvrent dans une revue les plans d'un métronome électrique. C'est le déclic : délivrer une impulsion à un rythme régulier permettrait de lutter contre des problèmes d'arythmie cardiaque. En 1949, ils fondent Medtronic[réf. souhaitée].
En 1957, Medtronic crée le premier pacemaker (stimulateur cardiaque) portable. En 1961, Medtronic déménage à St. Anthony Village à Minneapolis.
En 2001, inauguration d’un nouveau siège international à Fridley, dans le Minnesota.
En juin 2014, Medtronic annonce l'acquisition de Covidien, entreprise de matériel médical et ancienne filiale du groupe Tyco International, pour 42,9 milliards de dollars.
En mai 2016, Smith & Nephew annonce la vente de ses activités liés à la gynécologie pour 350 millions de dollars à Medtronic. En juin 2016, Medtronic annonce l'acquisition de HeartWare, une entreprise spécialisée dans le matériel médical cardio-vasculaire, pour 1,1 milliard de dollars.
En septembre 2018, Medtronic annonce l'acquisition de Mazor Robotics, une entreprise israélienne pour 1,64 milliard de dollars, et en août 2021, l'acquisition d'Intersect ENT, spécialisée dans les implants nasaux, pour 936 millions de dollars.

## Activité
Le chiffre d'affaires de l'entreprise, qui a doublé en dix ans, atteint en 2018 23 milliards de dollars et elle emploie près de 84 000 personnes à travers le monde.
Pour des raisons techniques, il est temporairement impossible d'afficher le graphique qui aurait dû être présenté ici.

## Produits
L'entreprise produit des stimulateurs cardiaques, des défibrillateurs, des stents, valves cardiaques, stimulateurs neuronaux, prothèses de remplacement de disques vertébraux, pompes à insuline, injecteurs automatisés, prothèses vasculaires et coronaires.

## Activités en France
La société Medtronic finance contractuellement — le contrat prévoit le versement d'un pourcentage des actes qui est reversé à Medtronic — la construction et le fonctionnement de salles d'intervention spécialisées dans des centres hospitaliers :
- CHU de Rouen: salle destinée au traitement des troubles des rythmes cardiaques (financement à hauteur de 800 000 euros)[10],[11],[12]
- Hôpital Marie Lannelongue au Plessis-Robinson (financement de 2 millions d'euros)[13]
- Clinique Pasteur à Toulouse (financement à hauteur de 750 000 euros)[réf. souhaitée]

Des clauses prévoient également qu'un pourcentage minimum des produits de la marque soit prescrits aux patients parmi les opérations qui sont effectuées, et notamment en ce qui concerne les valves aortiques qui sont posées. Pour certains contrats, des pénalités sont également prévues si des volumes minimum annuels ne sont pas respectés.

## Lobbying

### Aux États-Unis
Selon le Center for Responsive Politics, les dépenses de lobbying de Medtronic aux États-Unis s'élèvent en 2017 à 3 920 000 dollars.

### Auprès des institutions de l'Union européenne
Medtronic est inscrit depuis 2014 au registre de transparence des représentants d'intérêts auprès de la Commission européenne, et déclare en 2017 pour cette activité des dépenses annuelles d'un montant compris entre 300 000 et 400 000 euros.

### En France
Medtronic déclare à la Haute Autorité pour la transparence de la vie publique exercer des activités de lobbying en France pour un montant qui n'excède pas 300 000 euros sur le premier semestre 2018. Entre 2015 et 2020 Medtronic France a été parrain ou partenaire de 12 819 conventions et a distribué 134 889 avantages à des personnels de santé, des journaux (Le Point, Le Figaro par exemple), des instituts, académies etc....
Le quotidien Le Monde indique, dans le cadre de l'enquête sur les Implant Files, que Medtronic « a développé une stratégie commerciale qui vise à modifier les systèmes de santé en s’imposant comme un acteur désintéressé ».
Medtronic est un des financeurs principaux du CHAM (Convention On Health Analysis and Managment). Ce rassemblement international se tient annuellement depuis 2009 au mois de septembre à Chamonix (évènement fondé par le professeur Guy Vallancien). La société fait partie des partenaires Or pour les éditions de 2018, 2017 et 2016.

## Condamnations judiciaires
En 2006, Medtronic est menacé d'une amende de 40 millions de dollars, en raison de soupçons de pots de vin versés à des chirurgiens. La plainte est déposée au tribunal de Memphis (Tennessee). Medtronic récuse ces accusations mais paiera le montant pour faire cesser les poursuites[réf. nécessaire].
En 2008, Medtronic paie la somme de 75 millions de dollars au gouvernement fédéral des Etats Unis pour clore une plainte concernant une fraude,.
La justice française ouvre une enquête en 2022 contre Medtronic, soupçonnant l'entreprise d'avoir corrompu un cadre de l’Institut Montsouris. Le médecin, ayant attiré l'attention sur les faits de corruption, salarié de l’Institut Montsouris, a été licencié. Il a été reconnu comme un "lanceur d'alerte" par la Défenseur des droits.